# Ulja
Die Ulja (russisch Улья) ist ein Fluss in der Region Chabarowsk im Fernen Osten Russlands. Der russische Entdecker Iwan Jurjewitsch Moskwitin befuhr den Fluss im 17. Jahrhundert.

## Flusslauf
Die Ulja hat ihren Ursprung im Dschugdschurgebirge. Von dort fließt sie in nordöstlicher Richtung durch das Bergland. Sie wird dabei vom Dschugdschurgebirge und vom Uljagebirge flankiert. Sie wendet sich kurz vor der Mündung in Richtung Ostsüdost und erreicht nach 325 km das Ochotskische Meer.

## Hydrologie
Das Einzugsgebiet der Ulja umfasst 15.500 km². Der mittlere Abfluss beträgt 170 m³/s. Der Fluss wird von Schneeschmelze und Niederschlägen gespeist. Zwischen Ende Oktober und Mai ist der Fluss eisbedeckt.

## Fischfauna
Im Fluss laichen verschiedene Lachsfische. Weitere Fische im Flusssystem sind u. a. Äschen, die Gattung Brachymystax sowie Taimen.